# IP2

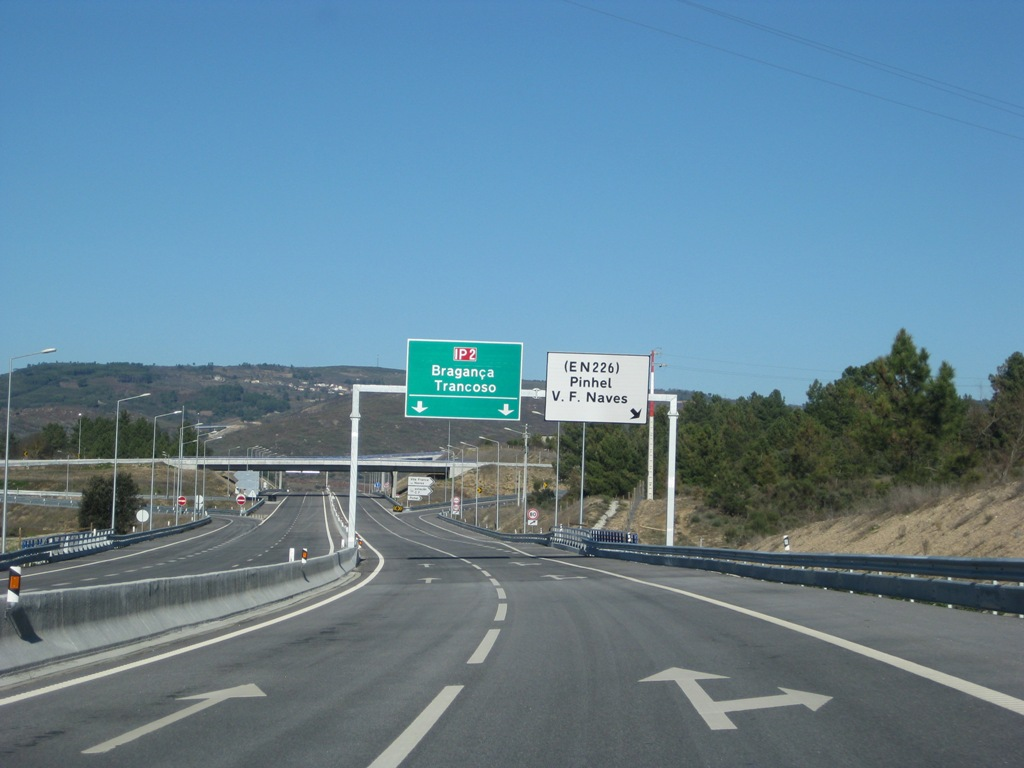
El IP2 en Vila Franca das Naves.

El Itinerário Principal 2 es una carretera portuguesa de la Red Esencial de Carreteras de Portugal.
Fue incluida por primera vez en el Plan Nacional de Carreteras de 1985, para unir en formato de vía rápida el norte y el sur Portugal recorriendo el interior del país, entre Braganza y Faro, pasando por las principales capitales de distrito (Guarda, Castelo Branco, Portalegre, Évora y Beja). No obstante, más de veinte años después, este itinerário principal está lejos de ser concluido, con algunos tramos en servicio, otros en construcción/proyecto que de momento son carretera nacional y otros que, con la necesidad de adecuar las nuevas vías al tráfico previsto, fueron construidos en formato de autovía e integrados en la red de autovías:
- La A4 entre Braganza y Macedo de Cavaleiros - parte del IP4
- La A25 entre Celorico da Beira y Guarda - parte del IP5
- La A23 entre Guarda y Gardete (Vila Velha do Ródão)
- La A6 entre Estremoz y Évora - parte del IP7
- La A2 y la A22 entre Castro Verde y Faro - parte del IP1

Sin contar estos tramos, que se encuentran integrados en la red de autovías, actualmente solo 176 de los casi 390 km previstos para el IP2 se encuentran en servicio.